# Бюст-паметник на Анастас Иширков
Бюст-паметникът на Анастас Иширков е тържествено открит на 1 ноември 2012 г. по повод 70-годишнината от именуването на село Професор Иширково, област Силистра на името на българския географ професор Анастас Иширков.
Паметникът е дело на архитект Ангелина Делкова и скулптора Пламен Аврамов от Варна. Бюстът е изработен от бронз с височина 105 cm. Той е поставен върху гранитен постамент с височина 195 cm.
На 17 април 2013 г., по повод 145-годишнината на професор Анастас Иширков, до бюст-паметника е поставена информационна табела с кратка биография за него.